# Колібріс (торгова мережа)
«Колібріс» — колишня мережа магазинів самообслуговування у Волинській, Львівській, Рівненській, Житомирській, Тернопільській, Івано-Франківській, Хмельницькій та Вінницькій областях. Загальна кількість торгових об'єктів — 55. Мережа належала групі компаній «Аванта».

## Історія
У 2010 р. ТзОВ «Торговий дім „Аванта“» придбала торгову мережу супермаркетів «555», якій належало 13 магазинів у Івано-Франківській області, та торгову мережу супермаркетів «Смачно», яка складалася з 3 магазинів у Волинській області. Частина з колишніх торговельних майданчиків «555» пройшли ребрендинг та були перейменовані на «Колібріс». Усі торгові об'єкти площею до 1200 м² та асортиментним рядом 8-12 тисяч найменувань продуктів харчування, товарів побутової хімії та супутньої групи. Мережа «Колібріс» реалізовувала продукцію власного виробництва: м'ясні, кулінарні, кондитерські вироби, випічку, а також розвивала напрямок швидкого харчування клієнтів в супермаркетах (кафетерії) з великою площею торгового залу, зокрема у містах Стрий, Бердичів, Дрогобич та Долина. Кафетерій містив вибір гарячих і холодних страв і закусок, салати, сендвічі, піцу, каву, чай, фреш-соки, десерти, випічку.
У 2017 р. торгова мережа «Колібріс» виставлена на продаж. Новим власником мережі стало ТОВ «АТБ-маркет», збільшивши чисельність власних магазинів на 53 одиниці. 2021 рік — один із магазинів Колібріс у Львівській області переходить до власності ТОВ «Еко Маркет»[джерело?].